# پیر-ژوزف پرودون

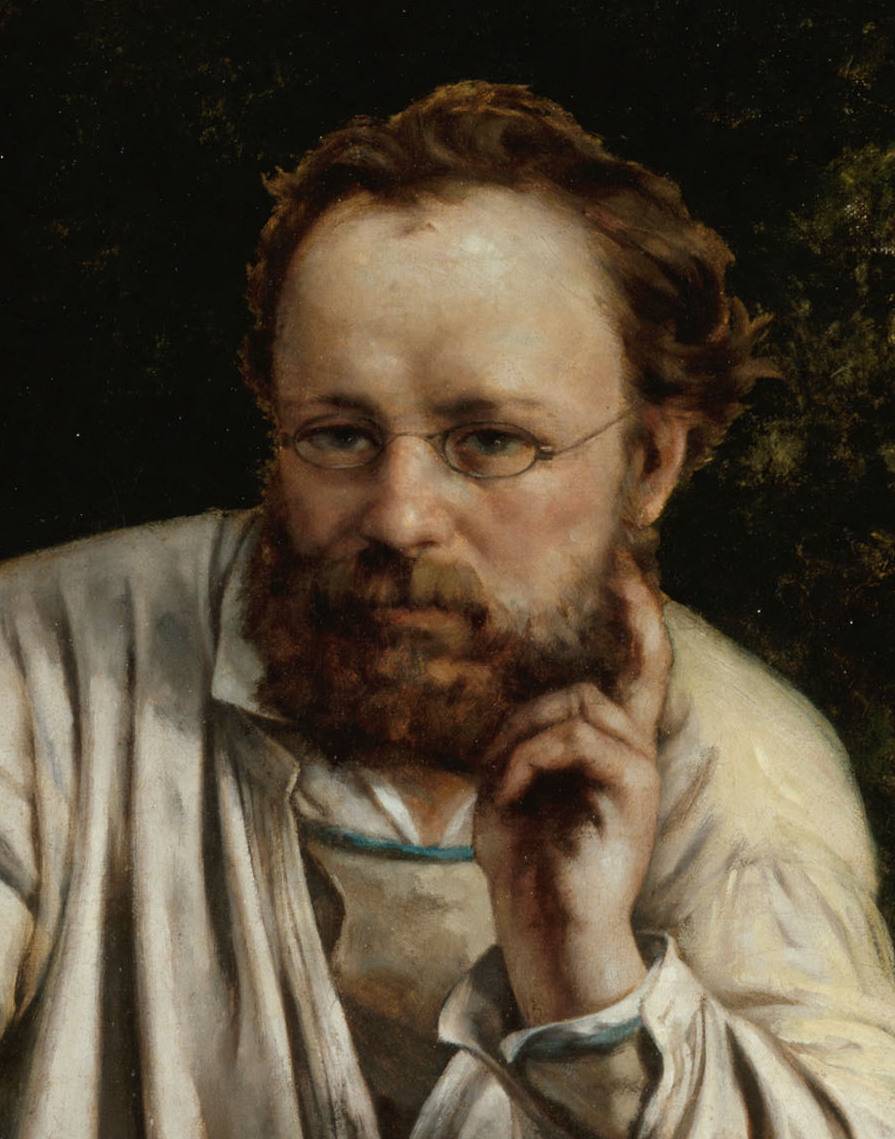
پیر ژوزف پرودون

پیِر-ژوزف پرودون (به فرانسوی: Pierre-Joseph Proudhon) (زاده ۱۵ ژانویه ۱۸۰۹ – درگذشته ۱۹ ژانویه ۱۸۶۵) فیلسوف، اقتصاددان و جامعه‌شناس فرانسوی و از متفکرین برجستهٔ فلسفهٔ سیاسی، نخستین کسی بود که خود را آنارشیست نامید و نگرش آنارشیسم را در حوزه فلسفه، اقتصاد و سیاست بسط و گسترش داد.

## زندگی
پرودون فعالانه در انقلاب دوم فرانسه شرکت داشت و از تئوری‌پردازان اصلی آن بود. پرودون که از خانواده‌ای تهی‌دست برآمده، پدرش یک بشکه‌ساز فقیر از حومهٔ فرانسه بود و زندگی را با فقر سپری کرده‌بود، چنان‌که حتی فرصت تحصیل تخصصی را هرگز نیافته‌بود و «خودآموخته» محسوب می‌شد
(یکی از دلایلی که مارکس در نامه‌ها و بحث‌های خود پرودون را تحقیر می‌کرد)
، با این وجود او به زبان‌های عبری، یونانی، لاتین و فرانسوی مسلط بود و مطالعات گسترده‌ای دربارهٔ تاریخ و سیاست داشت.

## دیدگاه‌ها و آثار
دیدگاه‌های او که در دو اثر معروفش مالکیت چیست؟ و فلسفه فقر تشریح شده‌اند، تا پیش از ظهور عمده مارکسیسم نزد چپ فرانسه تئوری‌های غالب به‌شمار می‌آمدند، مارکس کتاب فقر فلسفه خود را با لحنی پر از نیش و کنایه در نقد آرای پرودون پیرامون کارکرد ساختاری مناسبات تولید در جامعهٔ سرمایه‌داری آن دوران اروپای غربی و چشم‌اندازهای پیش روی آن، که در کتاب فلسفهٔ فقر مطرح شده بودند به رشته تحریر درآورد.
پرودون در اثر مذکور تأمل میان مالکیت خصوصی، بازتولید و ارزش کالا را دلیل اصلی فقر برشمرده بود و برای خلاصی از آن «تولید تعاونی» را پیشنهاد کرده بود که در آن اتحادیه‌های متحد کارگری به‌طور غیر متمرکز به تولید خودخواسته می‌پردازند، دیدگاهی که بعدها تحت نام فدرالیسم اقتصادی بازشناخته شد.
تحلیل او از متدی دیالکتیکی برخوردار بود و با آنکه از نظر اندیشه مارکسیستی در بازشناخت ریشه‌های ستیز طبقاتی به خطا رفته بود حاوی نکات بسیار مهمی دربارهٔ راهکارها و چگونگی تقسیم منابع بود، اهمیت حقیقی این تئوری‌ها بعدها زمانی که اقتصاد دولت‌محور در میانه‌های سدهٔ بیستم به چالش کشیده شد آشکار گردید، از نظرگاه پرودون هر موجودیت خارجی که وارد کنش اقتصادی کارگر با کالا بشود مخرب و زیانبار به‌شمار می‌آمد، هرچند پیش از پرودون اقتصاددانان کلاسیک مانند ریکاردو به این مسئله پرداخته بودند ولی جنبه های سوسیالیستی برای آن متصور نبود.
فلسفه فقر کتابی حجیم است که گستره عظیمی از تاریخ شکل‌گیری مناسبات تولید تا بایستگی‌ها و ملزومات کنش اقتصادی و تأثیر آن به طبقات اجتماعی جوامع سرمایه‌داری صنعتی را مورد بررسی قرار می‌دهد. بنابه آنچه پرودون در این کتاب شرح می‌دهد، سرمایه‌داری و دولت باهم یکسان هستند و در جریان تاریخی شکل‌گیری خود بهم وابسته بوده‌اند، پس از انقلاب و برچیدن مالکیت خصوصی، دولت دیگر بایستگی ندارد و وظایف عمدهٔ آن را اتحادیه‌های غیرمتمرکز کارگری می‌گیرند، پرولتاریا نباید چینش آن را دگرگون بکند، بلکه باید آن را از اساس تخریب کرد، بعدها باکونین وارث این دیدگاه شد.
اثر دیگر او مالکیت چیست؟ نام دارد که با ریزبینی به خاستگاه و چیستی ماهیت مالکیت خصوصی می‌پردازد و با ارجاعات تاریخی، فلسفی و سیاسی نتیجه می‌گیرد: «مالکیت دزدی است، زیرا با حق مالکیت دیگران در تعارض است»*
مالکیت چیست؟ توسط سرسخت‌ترین مخالفان پرودون نیز تحسین شد و تأثیری شگرف بر شالودهٔ نگرش آنارشیست‌های بعدی مانند باکونین و کروپوتکین گذاشت. مارکس ابتدا آن را «اثری اندیشیده شده» نامید و در نامه‌ای به فردریش انگلس در سال ۱۸۴۲ به تحسین آن پرداخت، اما بعدها وقتی شالودهٔ نظری او دربارهٔ سوسیالیسم انقلابی کامل شد با روش همیشگی خود در نقد دیگران، مالکیت چیست؟ را اثری «ادیبانه، اما بی محتوی» لقب داد.
نظریات پرودون پیرامون دولت، اقتصاد و مالکیت خصوصی، انقلاب، کار و حتی مسائلی غیر سیاسی مانند هنر، ادبیات و تاریخ هنوز مباحثی باز و قابل ارجاع هستند.

## اختلافات کلی با کارل مارکس
هنگامی که مارکس جوان ریشه‌های انقلابی نظریات سوسیالیستی را در فرانسه تقویت می‌کرد، پرودون از نخستین کسانی بود که به همکاری دعوت نمود: «تا آنجاکه به ما [یعنی خودش و انگلس] مربوط می‌شود، کسی را بهتر از شما برای_شرکت در_مباحثات نمی‌توانیم بیابیم. همانطورکه آگاه هستید انگلیسی‌ها و آلمانی‌ها همواره بیش از هموطنانتان برای شما احترام قائل بوده‌اند. خوشحال می‌شوم هرچه زودتر پاسخ شما را بشنویم. با ارادت فراوان، کارل مارکس»، اما چند خط بعد در «پس‌نوشت» نامه افزوده بود: «من باید آقای گرون اهل پاریس را به شما معرفی کنم: این مرد چیزی به جز یک شیاد ادبی نیست، حقه بازی که می‌کوشد عقاید مدرن را بنام خود سرقت بکند. او سعی دارد با عبارت پردازی جهل خود را پنهان کند، ولی با این اراجیف تنها خود را مضحکه می‌کند.. در کتابش «سوسیالیستهای فرانسه» حتی خود را «استاد پرودون» معرفی می‌کند.. از این انگل برحذر باشد».
این نصیحت برای پرودون یکسره توهینی شمرده شد نسبت به یک انقلابی که بخاطر عقایدش در تبعید است، او دعوت مارکس را رد کرد و اینطور پاسخ نوشت: «به نظر من، آقای گرون بدون هیچ ثروتی با زن و دو فرزند که باید مخارجشان را تأمین کند در تبعید است، برای همین از راه نوشتن نان می‌خورد. به نظر شما از چه راهی باید کسب درآمد کند بجز نشر عقاید مترقی؟ من برای این کار هیچ دلیلی به جز فقر و ضرورت مطلق اقتصادی نمی‌بینم» در ادامه می‌نویسد: «اگر میل دارید باهم در کشف قوانین جامعه بشری بکوشیم، ولی به خاطر خدا پس از آنکه تمام خشک اندیشی‌های پیشین را کنار گذاشتیم، خودمان هیچ خشک‌اندیشی جدیدی تحت عنوان عقاید مترقی به مردم ارائه نکنیم. من از صمیم قلب ایدهٔ شما را برای بازگویی صریح تمامی عقاید تحسین می‌کند؛ پس بیایید به گفتگویی صادقانه و فروتنانه بپردازیم… و از آنجاکه ما در پیشاپیش جنبش آزادی‌خواهانه قرار گرفته‌ایم، خود را به رهبران خودکامه جدید تبدیل نکنیم. بیایید هرگز پرسش یا چالشی را ملال‌آور نشمریم، حتی وقتی که آخرین استدلال خود_بر ضد آن_ را مطرح کردیم، باز دوباره از نو شروع کنیم، اگر لازم بود با فصاحت و طنز. تحت این شرایط با شادمانی دعوت شما را می‌پذیرم، در غیر اینصورت خیر»
این نامه‌نگاری سرآغاز اختلافات گسترده بعدی شمرده می‌شود که شالوده «فقر فلسفه» را پی ریخت، از جمله مواردی که مارکس به نقد آن‌ها می‌پردازد، خاستگاه تضاد طبقاتی (و موجودیت آن)، مناسبات تولید و رابطه آن با دولت، آینده پرولتاریا و محرک انقلابی آن است. پرودون به قابلیت انعطاف بسیار بالای مردم‌سالاری پی برده و معتقد بود جنبش‌های کارگری باید در قانون برای بدست آوردن حقوق بیشتر، تا آنجا که به قدرت لازم برای «انقلاب مستقیم» که باعث از میان بردن «تضادهای اقتصادی موجود» می‌انجامد تلاش بکنند. چنین نگرشی نزد مارکس (که انقلاب کارگری و فروپاشی نظام سرمایه را بسیار نزدیک می‌دید) قابل تحمل نبود، پردون در فلسفه فقر آشکارا حق اعتصاب سراسری را به عنوان اهرم فشار، از آنجا که به افزایش قیمت‌ها (به‌طور طبیعی) می‌انجامد صراحتاً رد کرده بود، اتحادیه‌گری را نیز به «فعالیت بیهوده برای کارگران، زیانبار برای جامعه» تشبیه کرده بود
، مارکس چنین به او پاسخ می‌دهد: «سوسیالیستها_پرودون_خطاب به پرولتاریا می‌گویند متحد نشوید، زیرا به هر حال چه نفعی از آن اتحاد خواهید برد؟ افزایش دستمزد؟ سالها طول می‌کشد تا با همان افزایش دستمزد گرانی ناشی از «عدم تولید» و پیرو آن هزینه‌های سازماندهی و حفظ اتحادیه بپردازید تأمین شود. ما به عنوان سوسیالیست به شما می‌گوییم که به جز افزایش حجمی پول دریافتی، شما همان کارگر سابق با تمام ویژگی‌های آن خواهید ماند، همانطورکه کارخانه دار همان کارخانه دار سابق خواهند ماند، پس اتحادیه موقوف، دست زدن به سیاست ممنوع!».
پردون در آخرین اثر مکتوب خود توانایی سیاسی طبقه کارگر می‌نویسد: «مبارزه قانونی به مثابه اهرم فشار اصلی و محوری، باید در کنار و به عنوان مکمل مبارزات سراسری طبقات تحت ستم بازشناخته شود. از تمام ظرفیت قابل ارتجاع محدودیتهای قانونی باید استفاده کرد تا پتانسیل پراکسیس انقلابی را افزایش داد»
در واقع دیدگاه پرودون در اینباره، با تمامی آنارشیستهای بعدی که خشونت و قانون گریزی را محوریت تمام تحرکات کارگری می‌دانستند به شدت تعارض دارد.